# Karl Johannes Herbert Seifert
Karl Johannes Herbert Seifert (ur. 27 maja 1907 w Bernstadt auf dem Eigen w Saksonii, zm. 1 października 1996 w Heidelbergu) – niemiecki matematyk, autor prac z dziedziny topologii.

## Życiorys
Urodził się w Bernstadt auf dem Eigen, lecz wkrótce przeprowadził się do Budziszyna, gdzie ukończył naukę w Knabenbürgerschule i Oberrealschule.
W 1926 Seifert rozpoczął studia na Uniwersytecie Technicznym w Dreźnie. W kolejnym roku nauki chodził na wykłady z topologii wygłaszane przez Williama Threlfalla. Był to początek jego trwającej całe życie pracy, jak i przyjaźni z Threlfallem. W latach 1928–1929 odwiedził Uniwersytet w Getyndze, gdzie pracowali Pawieł Aleksandrow i Heinz Hopf.
W 1930 otrzymał doktorat. Następnie przeniósł się na Uniwersytet w Lipsku. 1 lutego 1932 Seifert wyłożył rozprawę naukową Topology of 3-dimensional fibred spaces i uzyskał drugi doktorat.
W 1934 Seifert otrzymał habilitację oraz wraz z Threlfallem wydali Lehrbuch Der Topologie (Podręcznik do Topologii). W 1938 wydali Variationsrechnung Im Grossen.
W 1935 Seifert został wezwany na Uniwersytet w Heidelbergu, aby objąć stanowisko po odwołanym żydowskim profesorze. Podczas II wojny światowej zgłosił się do centrum badań w Luftwaffe do Institut für Gasdynamik. Po wojnie Seifert był jednym z niewielu niemieckich profesorów, którym alianci zaufali podczas okresu denazyfikacji.
W latach 1948–1949 Seifert odwiedził Instytut Studiów Zaawansowanych w Princeton. 
13 września 1949 poślubił Katharinę Korn. Na emeryturę przeszedł w 1975.